# Rachel Renée Russell
Rachel Renée Russell es una escritora estadounidense autora de "Los diarios de Nikki", que han permanecido en el puesto número 1 de las series de libros juveniles  más vendidos en las listas del New York Times.
"Los diarios de Nikki" narran el día a día de Nikki Maxwell, su protagonista, que intenta sobrevivir y adaptarse a un instituto de educación secundaria pero la protagonista secundaria MacKenzie no se lo pone nada fácil pero lo conseguirá con la ayuda de sus mejores amigas Chloe y Zoey, aparte tiene un amor secreto llamado Brandon. 
“Los diarios de Nikki" se basan en las experiencias de sus dos hijas, Erin y Nikki, en el instituto. Erin colabora en la redacción del texto mientras que Nikki en las ilustraciones. Aunque la protagonista se llama igual que su hija pequeña, la autora asegura que el personaje es una combinación del carácter de las dos.
"Los diarios de Nikki" se editan en España por la Editorial Molino de RBA.

## Vida personal
Es la mayor de cinco hermanos, Russell creció en Saint Joseph, Michigan, pero ahora reside en Virginia del norte. Es abogada de derecho, pero prefiere pasar su tiempo libre escribiendo. Russell ha dicho que escribir Dork Diaries la ayudó a superar su divorcio.

## Obras y premios
- Diario de Nikki: Crónicas de una vida muy poco glamurosa (Libro 1), 2009. 42 semanas en la lista New York Times Bestsellers list.[2] and 7 weeks on the USA Today Best Sellers list.[3]
- Premio Choice Book of the Year para niños de 5th/6th .[4]
- Nominado a libro del año por Nickelodeon Kid's Choice Award.[5]
- Diario de Nikki: Cuando no eres la reina de la fiesta precisamente (Libro 2), 2010.[6] and 12 weeks on the USA Today Best Sellers list.[3]
- Diario de Nikki: Una estrella del pop muy poco brillante (Libro 3), 2011.[6] and 13 weeks on the USA Today Best Sellers list.[3]
- Diario de Nikki: ¡Crea tu propio diario!, 2011.
- Diario de Nikki: Una patinadora sobre hielo algo torpe (Libro 4), 2012 .[7]  Ganador en 2013 del Children’s Choice Book para niños de 5th/6th.
- Diario de Nikki: Una sabelotodo no tan lista (Libro 5), 2012.[8] It also landed on the New York Times Best Sellers list for Children's Series
- Diario de Nikki: Una rompecorazones no muy afortunada (Libro 6), 2013.
- Diario de Nikki: Todos nuestros secretos, 2013.
- Diario de Nikki: Una famosa con poco estilo (Libro 7), 2014.
- Diario de Nikki: Erase una vez una princesa algo desafortunada (Libro 8) 2014.
- Diario de Nikki: Una reina del drama con muchos humos (Libro 9), 2015.
- Diario de Nikki: Una cuidadora de perros con mala pata (Libro 10), 2015.
- Diario de Nikki: Mejores enemigas para siempre (Libro 11),2016.
- Diario de Nikki: Un flechazo de lo mas catastrófico (Libro 12),2016.
- Diario de Nikki: Un cumpleaños no muy feliz (Libro 13), 2017.
- Diario de Nikki: Una amistad peor imposible (Libro 14), 2019.
- Diario de Nikki: ¡¿aventura en París?!(libro 15), 2023.
- Diario de Nikki: Drama de hermanas(libro 16), 2025.